# Teregova
Teregova (en hongrois : Teregova) est une commune roumaine du județ de Caraș-Severin.